# Harris (Minnesota)
Harris es una ciudad ubicada en el condado de Chisago en el estado estadounidense de Minnesota. En el Censo de 2010 tenía una población de 1132 habitantes y una densidad poblacional de 21,79 personas por km².

## Geografía
Harris se encuentra ubicada en las coordenadas 45°35′48″N 92°59′19″O / 45.59667, -92.98861. Según la Oficina del Censo de los Estados Unidos, Harris tiene una superficie total de 51.95 km², de la cual 51.64 km² corresponden a tierra firme y (0.61%) 0.32 km² es agua.

## Demografía
Según el censo de 2010, había 1132 personas residiendo en Harris. La densidad de población era de 21,79 hab./km². De los 1132 habitantes, Harris estaba compuesto por el 97.26% blancos, el 0.88% eran afroamericanos, el 0.88% eran amerindios, el 0.09% eran asiáticos, el 0% eran isleños del Pacífico, el 0.27% eran de otras razas y el 0.62% pertenecían a dos o más razas. Del total de la población el 1.59% eran hispanos o latinos de cualquier raza.